# Стосунки котів і собак

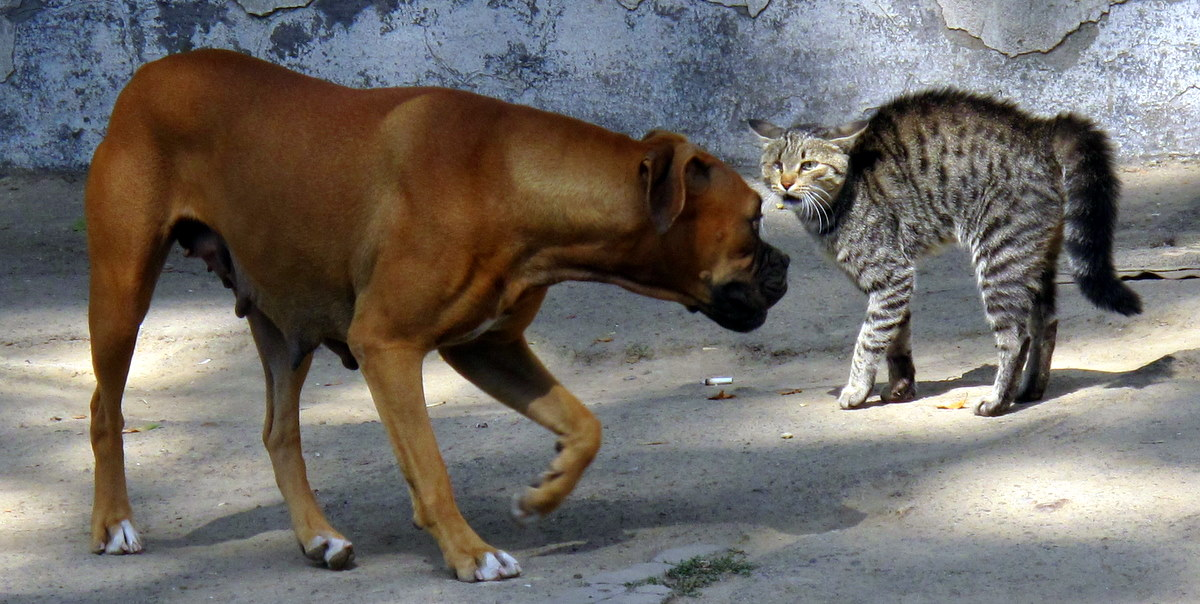
Зіткнення кішки та собаки. Кішка демонструє захисну позицію.

Кішки та собаки можуть взаємодіяти по-різному. Поширена думка, що кішка та собака не можуть мирно співіснувати, особливо при проживанні разом у тісній квартирі. Проте окремі особи можуть мати доброзичливі стосунки, якщо люди стимулюють і заохочують мирну поведінку  . У домашніх умовах, де собака і кішка виховуються і дресируються належним чином, вони, як правило, добре ладнають один з одним, але більшість людей вважають що кішки і собаки погано ладнають між собою.

## Діапазон відносин
Більшість тварин мають комунікативні системи (« мова тварин ») — системи спеціально розвинених соціальних сигналів   . Ці сигнали можуть бути тактильними, хімічними та іншими (пози, рухи, міміка). Комунікаційні системи обумовлені особливостями анатомічної будови та соціальної організації тварин, а також фізичними та екологічними умовами довкілля, в якій ці системи складалися  .
Комунікативні системи собак та котів різні. Окрім того, основою розумових ресурсів котячих є не соціальний інтелект, який розвинений у зграях, а сенсомоторний, що сприяє одиночному полюванню  .
Собаки були одомашнені людиною раніше, ніж кішки. Крім того  кішки в основному полюють наодинці, незважаючи на те, що вони можуть створювати спільноти з відносинами всередині них, тоді як собаки живуть зграями  . У зграї є лідери (ватажки), тоді як у кішок їх немає, тому у останніх відсутні стосунки на умовах покори  .
Сигнали та поведінка, які кішки та собаки використовують для спілкування, різні. Це призводить до того, що сигнали агресії, страху, домінування, дружби або територіальної власності будуть неправильно витлумачені іншими видами  . Мисливський інстинкт собак змушує їх переслідувати дрібних тварин, що тікають  . Більшість кішок тікає від собак, у той час як інші шиплять, вигинають спину і завдають ударів лапами, випускаючи пазурі  . Якщо кішка подряпає собаку, деякі з них можуть побоюватися кішок  .
Вчені з Німеччини (Інститут досліджень мозку) в результаті досліджень виявили, що кора головного мозку у кішок більш розвинена, ніж у собак: щільність нейронів на квадратний міліметр кори головного мозку у кішок значно перевершує показники інших чотирилапих, у тому числі й собак. Вчені з Канади ( Університет Лаваля ) під час експериментів з'ясували, що кішки вміють аналізувати ситуацію краще, ніж собаки; у них більш об'ємна короткочасна пам'ять ; кішки точніше і краще запам'ятовують різні послідовності. Ці висновки підтвердили дослідження швейцарських учених з Лозаннського університету, до того ж вони додали до переліку таку гідність, як кращу пристосованість: кішки виявилися майстернішими мисливцями  .
Ізраїльські вчені з Тель-Авівського університету стверджують, що собаки та кішки можуть жити у злагоді та розуміти один одного, оскільки навчаються у процесі спілкування, особливо швидко такі взаємини з'являються, якщо тварини знаходяться разом у ранньому віці. Вони провели аналіз поведінки кішок та собак, які проживають разом та з'ясували:
- у 25% випадках тварини уникали спілкування один з одним;
- у 10% виявляли агресію по відношенню один до одного;
- 65% кішок та собак дружелюбно ставилися один до одного.

## Культурний вплив
Природна тенденція до антагоністичних відносин між двома видами позначилася на фразеологізмі « як кішка з собакою » . Іншим прикладом можуть служити англомовні прислів'я : «Кішка велична, поки не з'явиться собака» і «Кішка і собака можуть цілуватися, але вони не найкращі друзі»  .
Едлай Стівенсон посилається на конфлікт між собаками і кішками у своєму поясненні накладеного ним на посаді губернатора Іллінойса вето : «Якщо ми спробуємо вирішити цю проблему законодавчо, хто знає, нас можуть попросити зайняти чийсь бік у вічному протистоянні собак проти птахів проти інших, або навіть птахів проти хробаків».
Ненависть до кішок представляє важливу рису, що характеризує «олюдненого» пса в образі Поліграфа Поліграфовича Шарікова, головного героя повісті Михайла Булгакова « Собаче серце ».
Сімейний комедійний фільм « Кішки проти собак », випущений у 2001 році, та його сіквел « Кішки проти собак 2: Помста Кітті Галор » 2010 року проектують і переводять у тотальну війну антипатію між собаками та кішками. Кішки у фільмі показані як явні вороги людей, тоді як собаки – більш лояльні до людини істоти. 
Ворожнеча кішки та собаки є основою сюжетів багатьох класичних анімаційних фільмів. Популярні мультфільми про Тома та Джеррі містять безліч епізодів конфлікту між головним персонажем котом Томом і бульдогом Спайком. Мишеня Джеррі використовує ворожнечу між котом і собакою, зіштовхуючи Спайка з Томом, щоб урятуватися від переслідувань кота.
Американський мультсеріал " Котопес " розповідає про пригоди головного героя, власне, Котопса, генетично зміненої істоти з головою собаки на одному боці тіла та головою кішки на іншій. В епізодах часто йдеться про те, що «кішки та собаки такі, які вони є», що має на увазі «багато біганини та переслідування»  .
У казці Ованеса Туманяна «Пес і Кіт», хитрий Кіт-кушнір обманює довірливого Пса-пастуха. Російською мовою казка була перекладена Самуїлом Маршаком і тричі екранізована ( 1938 , 1955 , 1975 ). Натягнуті відносини між котом Матроскіним і псом Шаріком показані і в казковій повісті Едуарда Успенського « Дядько Федір, пес і кіт », як і в її екранізаціях та подальшій мультиплікаційній франшизі. У мультфільмі « Пес у чоботях », поставленому за мотивами роману Олександра Дюма « Три мушкетери», Собаки-мушкетери протистоять котам-гвардійцям кардинала (також кота).
У дитячій книзі шведсько-норвезької письменниці Фам Екман Kattens Skrekk («Котячий жах») кішка відвідує музей і виявляє, що всі твори мистецтва, такі як Мона Ліза та Венера Мілоська , замінені пародіями на собак. Єдине, що не було замінено, - картина Мунка " Крик ", що "символізує котячий жах перед стількими собаками"  .
Дитячий вірш американського письменника та поета Юджина Філда «Дуель» проектує ворожнечу між кішками та собаками на плюшевого пса та ситцевого кота, які билися всю ніч і в результаті «з'їли один одного»  .